# Francisco Molinero Hoyos
Pour les articles homonymes, voir Molinero.
Francisco Molinero Hoyos, né le 4 février 1953, est un homme politique espagnol membre du Parti populaire (PP).
Il est élu député de la circonscription d'Albacete lors des élections générales de novembre 2011.

## Biographie

### Études et profession
Titulaire d'une licence en droit, il exerce la profession d'avocat au barreau d'Albacete dont il a été le doyen.

### Activités politiques
Conseiller municipal d'Albacete par le passé et membre de la direction du Parti populaire de Castille-La Manche, il postule à la troisième place sur la liste présentée par le PP dans la circonscription d'Albacete à l'occasion des élections générales de novembre 2011. Élu au Congrès des députés sur la liste de Maravilla Falcón qui a obtenu trois des quatre sièges en jeu, il est élu premier secrétaire de la commission de la Justice par ses pairs. Il est membre de la commission de l'Intérieur, de celle de l'Éducation et du Sport ainsi que de celle des politiques et d'intégration du handicap et celle du suivi et de l'évaluation des accords du pacte de Tolède.
Candidat à un nouveau mandat lors des élections législatives de décembre 2015, il est remonté à la deuxième place sur la liste désormais menée par Carmen Navarro,. Aisément réélu, il est promu premier vice-président de la commission de la Justice et porte-parole adjoint à la commission de la Sécurité routière. Il reste tout de même membre de la commission de l'Intérieur et intègre celle de l'Industrie, de l'Énergie et du Tourisme. Également membre du comité national des Droits et Garanties du PP, il lui revient d'instruire la procédure disciplinaire lancée par le parti à l'encontre de l'ancienne maire de Valence Rita Barberá, impliquée dans une affaire de corruption,. Conservant son mandat au palais des Cortes après la tenue du scrutin législatif anticipé de juin 2016, il reste membre des commissions précédentes tout en étant rétrogradé deuxième vice-président de la commission de la Justice et remplacé comme porte-parole adjoint de commission.